# À l'Écu d'or ou la Bonne Auberge
À l'Écu d'or ou la Bonne Auberge是一部法国色情短片，拍摄于1908年，被认为是有记录的第一部法国色情电影。

## 劇情
在一間旅馆里，一位女僕用吸尘器的软管自慰，之後租房的夫妇和她發生三人行。

## 細節
- 片名：À l'Écu d'or ou la Bonne Auberge
- 簡稱：À l'Écu d'or
- 编剧及导演：匿名
- 格式：黑白，无声
- 類型：色情
- 片長：4分3秒
- 年份：1908年
- 演員：匿名

## 軼事
这部电影被认为是有记录的第一部法国色情电影，但在世界範圍内并不是最早的。世界上第一部色情片可能是阿根廷的《El Sartorio》。